# Persone di nome Christopher/Calciatori
| Questa pagina contiene informazioni ricavate automaticamente dalle voci biografiche con l'ausilio del template Bio e di un bot. L'aggiornamento è periodico e automatico e ricostruisce completamente la pagina. Se manca una persona in questa lista, sei pregato di non aggiungerla, ma accertati piuttosto che la sua voce biografica contenga il template Bio e che i dati anagrafici siano correttamente compilati. Se il template Bio manca, inseriscilo tu stesso o, in alternativa, metti l'avviso {{tmp\|Bio}} che ne segnala la mancanza. Se i dati riportati sono sbagliati, correggi direttamente la voce biografica; le modifiche saranno visibili in questa lista entro pochi giorni. Per chiarimenti vedi il progetto antroponimi. La lista contiene solo le 123 persone che sono citate nell'enciclopedia e per le quali è stato implementato correttamente il template Bio. Pagina aggiornata al 22 lug 2025. |

Questa è una lista di persone presenti nell'enciclopedia che hanno il nome Christopher e sono calciatori.

## A(6)
- Chris Adams, calciatore inglese (Hornchurch, n. 1927 - Brentwood, † 2012)
- Christopher Allen, ex calciatore gambiano (Banjul, n. 1989)
- Christopher Antwi-Adjei, calciatore tedesco (Hagen, n. 1994)
- Chris Armstrong, ex calciatore inglese (Newcastle upon Tyne, n. 1971)
- Christopher Attys, calciatore haitiano (Saint-Maurice, n. 2001)
- Christopher Avevor, calciatore tedesco (Kiel, n. 1992)

## B(9)
- Chris Baird, ex calciatore nordirlandese (Rasharkin, n. 1982)
- Chris Barker, calciatore inglese (Sheffield, n. 1980 - Cardiff, † 2020)
- Chris Basham, ex calciatore inglese (Hebburn, n. 1988)
- Christopher Birchall, ex calciatore trinidadiano (Stafford, n. 1984)
- Christopher Bonsu Baah, calciatore ghanese (Accra, n. 2004)
- Chris Brady, calciatore statunitense (Naperville, n. 2004)
- Christopher Braun, calciatore tedesco (Amburgo, n. 1991)
- Christopher Buchtmann, calciatore tedesco (Hameln, n. 1992)
- Christopher Burke, ex calciatore scozzese (Glasgow, n. 1983)

## C(6)
- Chris Cadden, calciatore scozzese (Bellshill, n. 1996)
- Chris Cahill, ex calciatore australiano (Sydney, n. 1984)
- Chris Casement, calciatore nordirlandese (Belfast, n. 1988)
- Chris Coyne, ex calciatore australiano (Brisbane, n. 1978)
- Chris Crowe, calciatore inglese (Newcastle upon Tyne, n. 1939 - Bristol, † 2003)
- Christopher Cvetko, calciatore austriaco (Klagenfurt am Wörthersee, n. 1997)

## D(9)
- Chris Dagnall, calciatore inglese (Liverpool, n. 1986)
- Chris Dawes, ex calciatore giamaicano (Kingston, n. 1974)
- Christopher Dibon, ex calciatore austriaco (Schwechat, n. 1990)
- Christopher Dickson, calciatore ghanese (Plumstead, n. 1984)
- Christopher Dilo, calciatore francese (Argenteuil, n. 1994)
- Chris Doig, ex calciatore scozzese (Dumfries, n. 1981)
- Chris Donovan, calciatore statunitense (Paoli, n. 2000)
- Christopher Drazan, calciatore austriaco (Vienna, n. 1990)
- Chris Durkin, calciatore statunitense (Hampton, n. 2000)

## E(1)
- Chris Eagles, ex calciatore inglese (Hemel Hempstead, n. 1985)

## G(5)
- Christopher Gannon, ex calciatore britannico (Regno Unito, n. 1969)
- Christopher Glombard, calciatore francese (Montreuil, n. 1989)
- Christopher Godet, calciatore bahamense (n. 1998)
- Christopher Gonzalez, calciatore americo-verginiano (n. 1990)
- Chris Gunter, ex calciatore gallese (Newport, n. 1989)

## H(5)
- CJ Hamilton, calciatore inglese (Harrow, n. 1995)
- Christopher Hegarty, ex calciatore nordirlandese (Dungannon, n. 1992)
- Chris Herd, ex calciatore australiano (Perth, n. 1989)
- Chris Humphrey, ex calciatore giamaicano (Saint Catherine, n. 1987)
- Chris Hutchings, ex calciatore e allenatore di calcio inglese (Winchester, n. 1957)

## I(3)
- Christopher Ibayi, calciatore francese (Porto Vecchio, n. 1995)
- Chris Ikonomidis, calciatore australiano (Sydney, n. 1995)
- Chris Iwelumo, ex calciatore nigeriano (Coatbridge, n. 1978)

## J(6)
- Christopher Jackson, calciatore liberiano (Monrovia, n. 1996)
- Chris James, ex calciatore neozelandese (Wellington, n. 1987)
- Chris Johnston, calciatore scozzese (Irvine, n. 1994)
- Christopher Jones, calciatore gallese (Bangor, n. 1985)
- Chris Jones, ex calciatore inglese (Altrincham, n. 1945)
- Christopher Jullien, calciatore francese (Lagny-sur-Marne, n. 1993)

## K(6)
- Christopher Katongo, ex calciatore zambiano (Mufulira, n. 1982)
- Chris Killen, ex calciatore neozelandese (Wellington, n. 1981)
- Chris Kirkland, ex calciatore inglese (Leicester, n. 1981)
- Chris Klute, ex calciatore statunitense (Grand Prairie, n. 1990)
- Christopher Knett, calciatore austriaco (Vienna, n. 1990)
- Cle Kooiman, ex calciatore statunitense (Ontario, n. 1963)

## L(4)
- Chris Lawler, ex calciatore inglese (Liverpool, n. 1943)
- Christopher Lenz, calciatore tedesco (Berlino, n. 1994)
- Christopher Long, calciatore inglese (Huyton, n. 1995)
- Christopher Lungoyi, calciatore congolese (Repubblica Democratica del Congo) (Kinshasa, n. 2000)

## M(19)
- Christopher Maboulou, calciatore francese (Montfermeil, n. 1990 - Montfermeil, † 2021)
- Chris Maguire, calciatore scozzese (Bellshill, n. 1989)
- Christopher Mamengi, calciatore olandese (Amersfoort, n. 2001)
- Chris Marriott, calciatore inglese (Wirrall, n. 1989)
- Chris Martin, calciatore scozzese (Norwich, n. 1988)
- Christopher Martins Pereira, calciatore lussemburghese (Lussemburgo, n. 1997)
- Chris Marustik, calciatore gallese (Swansea, n. 1961 - † 2015)
- Chris Maxwell, calciatore gallese (St Asaph, n. 1990)
- Chris McCann, calciatore irlandese (Dublino, n. 1987)
- Christopher McVey, calciatore svedese (Borås, n. 1997)
- Christopher Megaloudis, ex calciatore statunitense (New York, n. 1982)
- Christopher Meneses, calciatore costaricano (n. 1990)
- Chris Mepham, calciatore gallese (Londra, n. 1997)
- Christopher Mfuyi, calciatore svizzero (Ginevra, n. 1989)
- Christopher Missilou, ex calciatore francese (Auxerre, n. 1992)
- Chris Morgan, ex calciatore nordirlandese (Belfast, n. 1976)
- Christopher Barry Morris, ex calciatore irlandese (Newquay, n. 1963)
- Chris Mueller, calciatore statunitense (Schaumburg, n. 1996)
- Christopher Munthali, calciatore zambiano (n. 1991)

## N(5)
- Chris Nicholl, calciatore e allenatore di calcio inglese (Wilmslow, n. 1946 - Southampton, † 2024)
- Christopher Nkunku, calciatore francese (Lagny-sur-Marne, n. 1997)
- Chris Nurse, ex calciatore guyanese (Londra, n. 1984)
- Christopher Nöthe, ex calciatore tedesco (Castrop-Rauxel, n. 1988)
- Christopher Telo, ex calciatore svedese (Londra, n. 1989)

## O(6)
- Christopher Kanu, ex calciatore nigeriano (Owerri, n. 1979)
- Chris O'Grady, ex calciatore inglese (Nottingham, n. 1986)
- Christopher Ohen, ex calciatore nigeriano (Benin City, n. 1970)
- Christopher Olivares, calciatore peruviano (Lima, n. 1999)
- Christopher Operi, calciatore ivoriano (Abidjan, n. 1997)
- Christopher Oualembo, ex calciatore francese (Saint-Germain-en-Laye, n. 1987)

## P(4)
- Christopher Perry, ex calciatore inglese (Carshalton, n. 1973)
- Chris Pontius, ex calciatore statunitense (Yorba Linda, n. 1987)
- Chris Porter, ex calciatore inglese (Wigan, n. 1983)
- Christopher Pousa, ex calciatore andorrano (n. 1992)

## Q(1)
- Christopher Quiring, ex calciatore tedesco (Berlino, n. 1990)

## R(7)
- Christopher Rahming, calciatore bahamense (n. 1999)
- Chris Ramos, calciatore spagnolo (Cadice, n. 1997)
- Christopher Reinhard, calciatore tedesco (Offenbach am Main, n. 1985)
- Chris Richards, calciatore statunitense (Birmingham, n. 2000)
- Chris Rigg, calciatore inglese (Hebburn, n. 2007)
- Chris Riggott, ex calciatore inglese (Derby, n. 1980)
- Christopher Routis, ex calciatore francese (Libourne, n. 1990)

## S(9)
- Christopher Samba, ex calciatore della Repubblica del Congo (Créteil, n. 1984)
- Christopher Schindler, ex calciatore tedesco (Monaco di Baviera, n. 1990)
- Christopher Schorch, ex calciatore tedesco (Halle an der Saale, n. 1989)
- Christopher Scott, calciatore tedesco (Räckelwitz, n. 2002)
- Chris Seitz, ex calciatore statunitense (San Luis Obispo, n. 1987)
- Christopher Semakweri, calciatore zimbabwese (Chitungwiza, n. 1984)
- Chris Simpkin, ex calciatore inglese (Kingston upon Hull, n. 1944)
- Christopher Sullivan, ex calciatore statunitense (n. 1965)
- Christopher Roy Sutton, ex calciatore e allenatore di calcio inglese (Nottingham, n. 1973)

## T(4)
- Christopher Teichmann, ex calciatore tedesco (Siegen, n. 1995)
- Christopher Telemaque, calciatore anglo-verginiano (Road Town, n. 1989)
- Christopher Trejo, calciatore messicano (Guadalupe, n. 1999)
- Christopher Trimmel, calciatore austriaco (Oberpullendorf, n. 1987)

## W(8)
- Chris Waddle, ex calciatore e allenatore di calcio inglese (Felling, n. 1960)
- Christopher Wasasala, calciatore figiano (n. 1994)
- Christopher Wernitznig, calciatore austriaco (Villach, n. 1990)
- Chris Williams, ex calciatore canadese (Toronto, n. 1981)
- Chris Willock, calciatore inglese (Waltham Forest, n. 1998)
- Chris Wood, calciatore neozelandese (Auckland, n. 1991)
- Christopher Wooh, calciatore camerunese (Louvres, n. 2001)
- Christopher Wreh, ex calciatore liberiano (Monrovia, n. 1975)